# Associação Fredrika Bremer

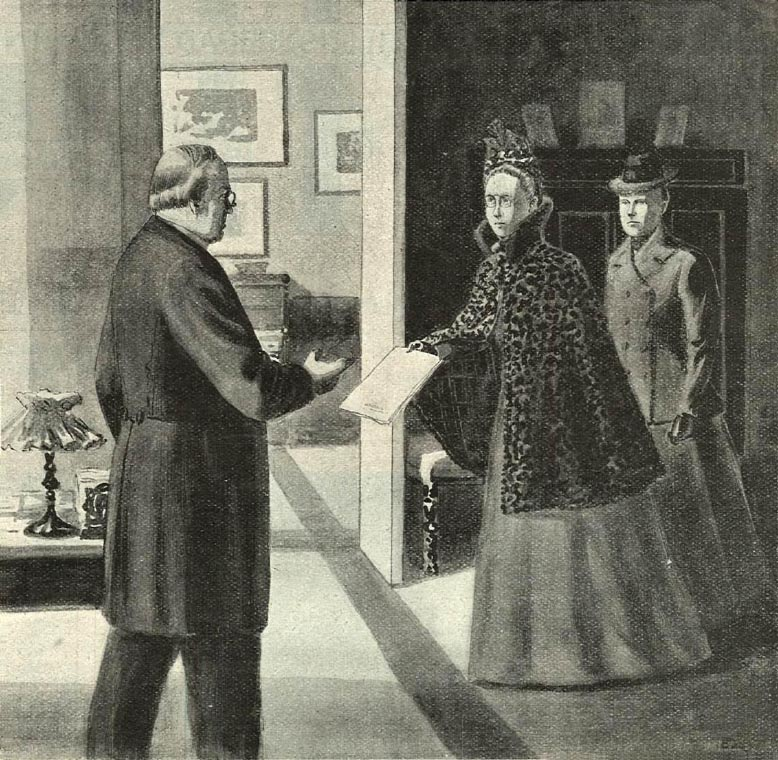
Agda Montelius e Gertrud Adelborg apresentam a petição de sufrágio feminino ao primeiro-ministro Erik Gustaf Boström em 1899.

A Associação Fredrika Bremer (em sueco: Fredrika Bremer Förbundet, abreviado como FBF) é a organização de direitos das mulheres mais antiga da Suécia. É membro da Aliança Internacional da Mulher, que tem status consultivo geral com as Nações Unidas.

## Atividade
A FBF trabalha com a formação de opinião pública a favor da igualdade de gênero por meio da informação e de atividades, e distribuindo dinheiro de vários fundos e bolsas de estudo. Colabora com outras organizações com objetivos semelhantes, tanto nacional como internacionalmente. A FBF tinha uma representante no conselho governamental para a igualdade.

## História
A organização foi fundada em 1884 por um grupo consistindo em grande parte do conselho da revista feminina Home Review. Era construída pelas feministas Sophie Adlersparre, Ellen Anckarsvärd, Fredrika Limnell, Ellen Fries, Hans Hildebrand e G. Sjöberg. Foi batizada em homenagem à romancista sueca Fredrika Bremer, cujo romance Hertha foi responsável pela legislação que emancipava as mulheres solteiras da custódia de seus parentes homens. Também levou à fundação da Associação de Mulheres de Gotemburgo na segunda cidade da Suécia, Gotemburgo, que foi fundada como uma resposta local à FBF.
O propósito da organização era apoiar os direitos das mulheres, informar as mulheres sobre seus direitos e incentivá-las a usá-los. Na época de sua fundação, por exemplo, o foco era informar as mulheres sobre seus direitos de servir nos conselhos de instituições públicas e sobre os direitos das mulheres com uma determinada renda de votar nas eleições municipais e de usar esses direitos. Em 1890, o escritório da organização em Estocolmo funcionava como uma agência de empregos para mulheres da classe média e oferecia informações e conselhos jurídicos, econômicos e médicos às mulheres. Também foi notado naquela época que muitas mulheres iam lá para serem informadas sobre o movimento pelo sufrágio feminino. Em 1899, uma delegação da FBF apresentou uma sugestão de sufrágio feminino ao primeiro-ministro Erik Gustaf Boström. A delegação foi chefiada por Agda Montelius, acompanhada por Gertrud Adelborg, que redigiu o pedido. Esta foi a primeira vez que o próprio movimento sueco de mulheres apresentou oficialmente um pedido de sufrágio.
Em 1890, a Svenska drägtreformföreningen (Associação Sueca de Reforma da Vestimenta) tornou-se parte da FBA e, em 1896, a Associação pelo Direito de Propriedade para Mulheres Casadas foi fundida na associação.

## Publicações
A FBF publicou a revista feminina Dagny, que sucedeu a Home Review de Adlersparre em 1886. Essa publicação foi rebatizada de Hertha em 1914 e era a revista feminina mais antiga do mundo quando foi descontinuada no final dos anos 1990. Desde 2015 é editada de forma digital com duas edições anualmente.

## Assessoras
- 1884–1903: Hans Hildebrand
- 1903–1920: Agda Montelius
- 1920–1937: Lizinka Dyrssen
- 1937–1949: Hanna Rydh
- 1949–1958: Elsa Ewerlöf
- 1958–1959: Elin Lauritzen
- 1959–1961: Inger Leijonhufvud
- 1961–1967: Anna-Greta Hybbinette
- 1967–1970: Astrid Schönberg
- 1970–1976: Karin Ahrland
- 1976–1982: Birgitta Wistrand
- 1982–1985: Monica Påhlsson
- 1985–1989: Gerd Forssell
- 1989–1990: Ann Egefalk
- 1990–1991: Eivor Lilja
- 1991–1997: Inge Garstedt
- 1997–2000: Anna-Karin Sjöstrand
- 2000–2004: Irene Rundberg
- 2004–2008: Ann Falkinger
- 2008–2013: Birgitta Wistrand
- 2013–: Louise Lindfors